# Rovarivier
Rovarivier (Zweeds – Fins: Rovajoki) is een rivier annex beek, die stroomt in de Zweedse  gemeente Kiruna. De rivier ontstaat ten zuiden van het Tahkomeer, een verbreding in de Vittangirivier. De Rovarivier stroomt parallel aan de Vittangirivier om daar na circa zes kilometer die rivier in te stromen.
Afwatering: Rovarivier → Vittangirivier → Torne → Botnische Golf